# Burgundy (Pokémon)
Burgundy is een personage uit de Pokémon-anime. Ze is een rivaal van Cilan. Haar eerste verschijning was in de negentiende aflevering van de Pokémon: Black & White series in Aflevering 678: De Wraak van een Deskundige!.

## Biografie en verhaal
Burgundy is een nieuwe trainer die nog veel van Pokémon moet leren. Tijdens Pokémon: Black & White, begint ze te reizen door Unova, waar ze kennismaakt met Cilan en er ontwikkelt zich een rivaliteit tussen hen. Burgundy heeft 1 badge uit de Unova regio.

## Alle Pokémon van Burgundy
De Pokémon van Burgundy in volgorde van vangst.

#### Unova
- (Oshawott >) Dewott
- Sawsbuck
- Stoutland
- Darmanitan

## Toernooien
Burgundy heeft aan verschillende Pokémontoernooien en Pokémonwedstrijden meegedaan. Burgundy deed aan alle toernooien en wedstrijden mee met haar eigen Pokémon.

### Pokémontoernooien
- Nimbasa Town Pokémon Club Gevecht - Top 16

## Prijzen
Badges:
Unova Regio: Trio Badge.